# Maronitská katolická církev

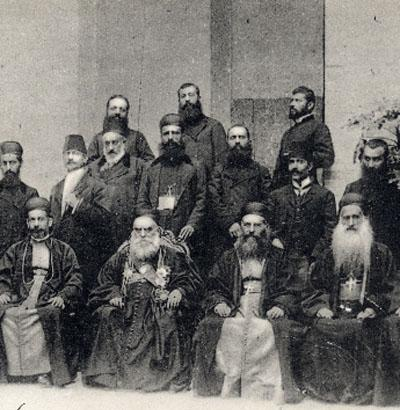
Maronitský patriarcha a biskupové v Římě roku 1906

Maronitská katolická církev je katolickou církví v jednotě s Římem, původem z Libanonu.
Maronité byli na konci 4. století skupinou učedníků, shromážděnou okolo svatého Marona, který spolu s nimi založil mezi Antiochií a Aleppem klášter. Komunita těchto učedníků dodržovala vlastní tradice, ač byla součástí antiošského patriarchátu. V 2. polovině 5. století se maronité postavili na stranu nauky Chalkedonského koncilu; zásluhu na tom připisují zejména prvnímu maronitskému patriarchovi Janu Maronovi.
V 8. století se maronitští mniši přestěhovali do libanonských hor, kde nadále žili v relativní izolaci. V tomto období se začali rozvíjet jako církev a jejich hlavou začal být biskup, který přijal titul patriarchy Antiochie a celého Východu.
Ve 12. století, když byl v Antiochii založen latinský patriarchát, udržovali maronité kontakt s latinskou církví. V roce 1182 ratifikovali formálně maronité svou jednotu s římským biskupem. Faktem však zůstává, že společenství s Římem nebylo v podstatě nikdy přerušeno. Začátkem úzkých vztahů s Apoštolským stolcem byla návštěva patriarchy Jeremjáše II. Al Amšití (1199–1230) v Římě na Čtvrtém lateránském koncilu. Tehdy také začala postupná latinizace maronitského ritu.
V 16. století zemi obsadili Turci, a začala dlouhá staletí osmanské nadvlády. V 19. století začaly západní mocnosti poskytovat maronitům žijícím uvnitř osmanské říše ochranu, zvláště při masakrech v roce 1860 v Libanonu a v Damašku. Když v roce 1944 Francie umožnila Libanonu nezávislost, snažila se zaručit bezpečnost maronitské komunity: ústava požadovala maronitského prezidenta. Maronité tvořili jednu ze stran občanské války, jež trvala v Libanonu dlouhá léta od roku 1975. Tisíce maronitů Libanon opustilo a odešlo do západních zemí.
Maronitský patriarcha sídlí od roku 1790 v libanonském městě Bkerke. V Libanonu dnes existuje deset maronitských archieparchií=arcidiecézí a eparchií=diecézí s přibližně 850 farnostmi a šesti dalšími maronitskými jurisdikcemi na Blízkém Východě. V Římě též od roku 1584 existuje maronitská kolej.
Maronitská liturgie je západosyrského původu, ale doznala vlivu východosyrských a latinských tradic. Eucharistická liturgie je převážně variací syrské liturgie svatého Jakuba. Liturgie, původně sloužená v syrštině, se od 7. století (tj. od příchodu Arabů) slouží většinou v arabštině.
Existuje rozsáhlá komunita maronitů mimo Libanon. V r. 2017 už měli maronité více než 3 miliony,400 tisíc věřících po celém světě.

## Maronité ve 21. století
Hlavou maronitské církve je maronitský patriarcha z Antiochie, který je volen maronitskými biskupy a má své sídlo v Bkerke na sever od Bejrútu. Během letních měsíců sídlí patriarcha ve městě Dimane. Současným patriarchou je Béchara Butrus Raï, který byl zvolen roku 2011. Maronité sdílejí s katolíky stejnou doktrínu, ovšem mají svou vlastní liturgii a hierarchii. Syrština je liturgickým jazykem namísto latiny (většina úkonů při bohoslužbách však už několik století probíhá arabsky). V současnosti sílí tendence navrátit se opět k původní antiochijské liturgii. Jáhenské a později kněžské svěcení mohou přijímat i ženatí muži. Mniši však musejí zůstat svobodní. Biskupy se stávají řeholní kněží, příp. ovdovělí. Při posvátné liturgii = mších jsou dodnes někdy užívány modlitby v aramejštině (jednotlivé věty) .

## Počet věřících
Počet věřících (celosvětově) neustále stoupá. Podle statistiky Annuario pontificio (na: www.cnewa.org) jich bylo roce 2010: 3 290 540, 2013: 3 381 730, 2014: 3 388 540, 2015: 3 358 500, 2016: 3 537 690 a 2017: už 3 498 700 věřících. Roku 2017 měli : 43 biskupů, ve 1 011 farnostech působilo 912 diecézních a 471 řeholních kněží (1 383 celkem), 600 řeholníků-bratří, 1 261 řeholnic a 69 stálých jáhnů (21 v patriarchální eparchii = diecézi Djuba, Sarba, Džuníja, 17 v eparchii Naší Paní = P. Marie Libanonské v Los Angeles, USA a 18 v eparchii sv. Marona v Brooklynu – New York v USA. V seminářích (2017) studovalo 184 seminaristů. Jsou tak třetí nejpočetnější z východních katolických církví. V samotném Libanonu dnes žije okolo 850 000 maronitů a tvoří tak přibližně 25 % všech obyvatel Libanonu. Statisíce maronitů dnes žijí ve Střední a Jižní Americe, Kanadě, USA, západní Evropě a Austrálii, kde si založili vlastní farnosti a eparchie, popřípadě se zapojili do místních římskokatolických farností spolu s místní většinovou populací. Několikatisícová komunita maronitů se rovněž nachází na Kypru, kam se dostali pravděpodobně už během křižáckých výprav, od roku 1357 tam mají svoji archieparchii v Nikosii.

## Církevní struktura
Církev má 25 eparchií a archieparchií ve 13 zemích světa, mimo Sýrii a Libanon většinou bezprostředně podřízených Sv. stolci v Římě, dále v Jordánsku, na Palestin.územích 2 patriarchální exarcháty a v Kolumbii Apoštolský exarchát (takže v 16 zemích celkem) :

### VLibanonu
- Maronitská eparchie Džuba, Sarba a Džuníja: vlastní eparchie maronitského patriarchy
- Archieparchie Antélias (vznikla 11. června 1988)
- Maronitská archieparchie bejrútská
- Maronitská archieparchie tripoliská
- Maronitská archieparchie tyrská
- Maronitská eparchie Baalbek-Deir El-Ahmar
- Maronitská eparchie Batrun (vznikla 5. června 1999)
- Maronitská eparchie Byblos (Džbeil)
- Maronitská eparchie sidónská
- Maronitská eparchie Zahlé

### Na středním a Blízkém Východě
- Sýrie: od března 2011 v ní probíhá občanská válka (s cca 8 - 9 miliony vnitřních a asi 6 - 7,5 miliony vnějších uprchlíků, včetně statisíců syrských křesťanů všech církví včetně maronitů - stav r. 2016)
  - Maronitská archieparchie aleppská : vznikla v 17. stol., první biskup (eparcha) Gabriel de Blauza byl vysvěcen r. 1663, současný archieparcha Joseph Tobji byl zvolen 31. října 2015 (vysvěcen 7. prosince 2015), 1959 měla 2.800 věřících, 1970: 3.200, 1980 i 1990: 3.320, 1998, 2001, 2002, 2003, 2004: 4.105, 2006, 2009, 2012, 2012: 4.000, 2018+2020: 4 farnosti, 1.600 věřících, 5 diecéz.kněží. A v r.2022 měla v 5 farnostech 1.600 věřících.
  - Maronitská archieparchie damašská : vznikla r.1527, první biskup Antonios byl jmenován a vysvěcen už r. 1523, r. 1560 povýšena na archieparchii=arcidiecézi, současný archieparcha Samir Nassar byl zvolen 10. června 2006 (vysvěcen 26. listopadu 2006), 1980 měla v 1 farnosti 4.800 věřících, 1990, 1999, 2001: 8.000, 2002, 2003, 2004, 2006: 12.000, 2009: 3 farnosti, 16.000 věřících., 2013: 8 farností a 20.300 věř., 2016: 9 farností, 15.000 věřících, 4 diecéz.+21 řehol. kněží /25/, 37 řeholníků, 144 řeholnic. V l.2019,2021 a 2023 měla 6.000 věřících/2019+2021 v 6 farnostech, za r.2023 jejich počet není uveden/, 2013, 2016, 2021 a 2023 měla 4 diecézní kněze.
  - Maronitská eparchie laodicejská(v Lattákiji) : 19. dubna 1954 zřízena Apoštolská administratura Laodicea=Lattakíja, na eparchii povýšena 4. srpna 1977, současný eparcha=biskup Antoine Chbeir byl jmenován 14. března 2015 (vysvěcen 18. dubna 2015), 1970 měla 15.000 věřících, 1980: 20.000, 1990: 23.000, 1999+2000: 27.000,2001: 28.000,2004: 31.000, 2009: 33.000, 2011: 35.000, 2013: 45.000 ve 30 farnostech, 2019: 33 farností, 45.000 věřících, 25 diecéz.+4 řehol. kněží /29/, 10 řeholníků, 40 řeholnic, 2021: 47.000 a roku 2023: 56.000 věřících, 31 diecézních+2 řeholní kněží/33 celkem/,7řeholníků-bratří (i 2021) a 6řeholnic(i 2021).
- Kypr: Maronitská archieparchie kyperská , zřízena už v r. 1357 (první biskup Georges Noreghes byl jmenován r.1345, vysvěcen v dubnu 1345 - hlav.světitel : Élie kardinál di Nabinal, od 16. listopadu 1332 římskokatolický arcibiskup Nikósie)
- Izrael: Maronitská archieparchie Haify a Svaté země , zřízena 8. června 1996 vyčleněním z teritoria archieparchie tyrské (VIZ Libanon)
- Palestina: Patriarchální exarchát jeruzalémský a palestinský bezprostředně podřízený maronitskému patriarchovi (vznikl 5. října 1996)
- Jordánsko: Patriarchální exarchát jordánský bezprostředně podřízený maronitskému patriarchovi (vznikl 5. října 1996)
- Egypt: Maronitská eparchie v Káhiře (zřízena 22. června 1946, 2019: 9 farností,5diecéz.+2 řehol. kněží /7/, 3 řeholníci, od 16. června 2012 je eparchiál. biskupem Georges Chihane (vysvěcen 28. července 2012)

### V ostatních zemích světa
- Afrika (Nigérie): Eparchie Zvěstování Panny Marie v Ibadanu, povýšena 28. února 2018 (z Apoštolského exarchátu západní a střední Afriky, zřízena papežem Františkem 13.1.2014, počet věřících neustále stoupá - 2016: 65 000 věřících, 2017: 66 495, měla biskupa-exarchu, ve 12 farnostech: 10 diecéz.+ 4 řehol. kněží [14], 4 řeholníci, 2 řeholnice + 5 seminaristů, 2020: 12 farností, 74 900 věř., 12 diec. + 3 řehol. kněží/15/, 3 řeholníci, 2022: má biskupa)
- Argentina: Maronitská eparchie sv. Šarbela v Buenos Aires (vznikla 5. října 1990, počet věřících stoupá - od vzniku má 4 farnosti, 2010: 700 000, 2016 i 2017: 750 000 věřících, měla biskupa, 1 diecézního + 7 řeholních kněží [8], 1 stálého jáhna a 7 řeholníků, 2020: 750 000 věřících, 3 diec. + 7 řehol. kněží /10/, 2 stálé jáhny, 2022: má biskupa+emeritního biskupa)
- Austrálie: Maronitská eparchie sv. Marona v Sydney (vznikla 25. června 1973, počet věřících neustále stoupá – 2000: 160 000, 2010 i 2016: 150 000 věřících, 2017: 152 300, 3 biskupové, ve 13 farnostech 25 diecéz. + 21 řehol. kněží [46], 21 řeholníků, 27 řeholnic, 2 stálí jáhni, 8 seminaristů, 2020: 15 farností, 161 300 věřících, 20 diecéz. + 23 řehol. kněží /43/, 23 řeholníků, 20 řeholnic, 2022: má biskupa + emeritního biskupa)
- Brazílie: Maronitská eparchie Naší Paní (Panny Marie) Libanonské v São Paulo, vznikl 29. listopadu 1971, *počet věřících neustále stoupá – 2000: 463 000 věřících, 2010: 470 000, 2016: 497 000, 2017: 501 000, měla biskupa, v 11 farnostech 15 diecéz. + 4 řehol. kněží [19], 4 řeholníci, 4 řeholnice, 2 stálí jáhni, 2019: 11 farností, 513 100 věřících, 5 diec. + 4 řehol. kněží /9/, 6 stálých jáhnů, 4 řeholníky, 2022: má biskupa)
- Evropa (Francie): Maronitská eparchie Panny Marie Libanonské v Paříži (vznikla 2012, počet věřících neustále stoupá: 2016: 50 600 věřících, 2017: 50 944, měla biskupa, 8 farností, 9 diecéz. + 3 řeholní kněží [12], 3 řeholníci, 8 řeholnic, 2 seminaristé, 2019: 9 farností, 51 200 věřících, 15 diecéz. + 4 řehol. kněží /19/, 4 řeholníci, 5 řeholnic, 2022: má biskupa)
- Kanada: Maronitská eparchie sv. Marona v Montréalu, počet věřících neustále stoupá: 2000 + 2010: 80 000 věřících, 2016: 88 800, 2017: 89 775, měla biskupa, 18 farností, 14 diecéz.+ 7 řehol. kněží [21], 7 řeholníků a 6 řeholnic, 2020: 20 farností, 94 300 věřících, 15 diecéz. + 7 řehol. kněží /22/, 7 řeholníků, 6 řeholnic, 2022: má biskupa)
- Kolumbie: Apoštolský exarchát Kolumbie se sídlem v hlavním městě Bogotá – vznikl 20. ledna 2016, v čele je od vzniku kněz-apoštolský exarcha Fadí Abú Chebel,OMM (řeholníci-Aleppané,Institut zasvěceného života), 2019: 1 farnost, 2 diecéz. + 1 řehol. kněz /3/, 1 řeholník
- Mexiko: Maronitská eparchie Naší Paní(Panny Marie) libanonských mučedníků v hlavním městě Ciudad de México (vznikla 6. listopadu 1995, počet věřících nestále stoupá: 1997, 2000, 2001, 2002: 150 000 věřících, 2004: 148.270, 2010: 150 820, 2013: 154 400, 2016: 157 700, 2017: 159 400, měla biskupa, 8 farností, 6 diecéz. + 5 řehol. kněží [11], 5 řeholníků, 1 stálý jáhen a 1 seminarista, 2019: 7 farností, 164 100 věřících, 8 diecéz. + 10 řehol. kněží /18/, 10 řeholníků, 1 stálý jáhen * má biskupa - od 22. února2003, 1. eparchiální biskup / od 6.11.1995 zemřel 4.5.2002)
- Spojené státy americké:
  - Maronitská eparchie Naší Paní(Panny Marie) Libanonské v Los Angeles (vznikla 19. února 1994, počet věřících neustále stoupá: 2000: 24.108 věřících, 2010: 44 920, 2016: 53 100, 2017: 46 000, 2 biskupové, 32 farností, 30 diecéz. + 21 řehol. kněží [51], 27 řeholníků, 17 stálých jáhnů a 7 seminaristů, 2019: 34 farností, 47 000 věřících, 34 diec. + 19 řehol. kněží /53/, 17 stálých jáhnů, 21 řeholníků, 8 řeholnic, 2022: má biskupa)
  - Maronitská eparchie sv. Marona v Brooklynu, New York,(10. ledna 1966 vznikl Apoštolský exarchát USA, 29. listopadu byl povýšen na Eparchii sv. Marona v Detroitu, tato byla 27. června 1977 přenesena do New Yorku), počet věřících do roku 2020 neustále stoupal – 2000: 30 000 věřících, 2010 + 2016 + 2017: 33 000 věř., měla biskupa, 34 farností, 53 diecéz. + 11 řehol. kněží [64], 20 řeholníků, 3 řeholnice, 18 stálých jáhnů a 4 seminaristé, 2020: 36 farností, 23 940 věřících, 56 diecéz. + 11 řehol. kněží /67/, 25 stálých jáhnů, 3 řeholnice, 2022: má biskupa)